# Друге пришестя

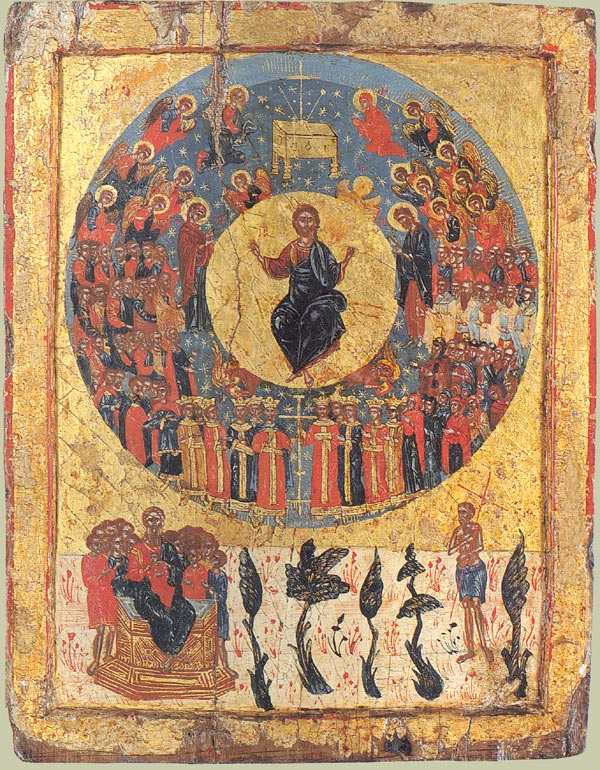
Грецька ікона Другого Пришестя Христа. Бл. 1700 р.

Друге Пришестя Ісуса Христа — у християнстві, очікуване повернення Ісуса Христа з неба на землю, — подія, що сповнить месійні пророцтва Ісуса Христа, такі як воскресіння мертвих, страшний суд мертвих та живих, та цілковите встановлення Царства Божого на землі (теж званого «Божим правлінням»), включаючи Месіанський вік. Погляди щодо природи цього повернення різняться серед християнських деномінацій: у грецькому оригіналі Нового Заповіту вживається термін Парусія (грец. παρουσία): «з'явлення та безпосередня присутність», — у стародавньому світі цей термін стосувався офіційних візитів царя. Друге Пришестя теж зветься Другим Приходом, з латинського терміна «адвентус» (лат. adventus — прихід). Учення про кінець світу складає християнську есхатологію.
Євангеліє від Матвія (Матв. 24:29,30) цю подію описує так:

І зараз, по скорботі тих днів, сонце затьмиться, і місяць не дасть свого світла, і зорі попадають з неба, і сили небесні порушаться. І того часу на небі з'явиться знак Сина Людського, і тоді заголосять всі земні племена, і побачать вони Сина Людського, що йтиме на хмарах небесних із великою потугою й славою.

Юдеї вірують, що в час пришестя Месії Він з'явиться на Оливній горі в Єрусалимі. Мусульмани твердять, що в час Другого Пришестя Ісус зійде в Дамаск.
В Об'явленні Івана Богослова (Об'явл.19:11-21) ця подія описується так: «Я глянув і побачив розкрите небо та білого коня. А той, хто на ньому сидів, має ім'я Вірний і Правдивий. Він праведно судить і воює. Його очі — вогняне полум'я, а на голові в нього багато діадем. Він має написане ім'я, якого не знає ніхто, крім нього. Одягнений він у вбрання, заплямоване кров'ю, а ім'я його — Слово Боже. Слідом за ним на білих конях їхали небесні війська, одягнені в біле й чисте вбрання з тонкого лляного полотна. З його уст виходить меч, довгий і гострий, щоб ним уражати народи, і він пастиме їх залізним жезлом. Також він топтатиме виноград у давильні лютого гніву Всемогутнього Бога. На його вбранні, на стегні, написане ім'я — Цар над царями і Пан над панами.
Крім того, я побачив ангела, який стояв у променях сонця й вигукував до всіх птахів у піднебессі: „Летіть сюди, збирайтеся на велику Божу вечерю, їжте тіла царів, тіла воєначальників, тіла сильних, тіла коней та їхніх вершників і тіла всіх інших: вільних і рабів, простих і видатних“.

Тоді я побачив дикого звіра і земних царів з їхніми військами, які зібрались, щоб воювати проти того, хто сидів на коні, та проти його війська.

І був схоплений дикий звір та лжепророк — той, хто в присутності звіра виконував чуда, вводячи в оману людей, які мали знак дикого звіра і які поклонялися його образу. Обидва вони були вкинуті живими у вогняне озеро, що палає сіркою. А всіх інших убив той, хто сидів на коні; він погубив їх довгим мечем, який виходив з його уст. І всі птахи наситились їхніми тілами.»

Після Армагеддону (Об'явл16-19 розділ) починається Тисячолітнє правління Ісуса Христа і перше воскресіння.(Об'явл20:1-7вірш)

## Ознаки наближення
У текстах Біблії Ісус Христос і апостоли не тільки не вказують виразно на день і годину другого пришестя, але навіть прямо говорять про неможливість для людини знати це: 
А про день той і годину ніхто не знає, ні ангели небесні, а тільки Отець Мій один; (Мт. 24:36)
Втім, вони вказали деякі ознаки цього часу, як то:
Бо багато хто прийде в Ім'я Моє, кажучи: «Я Христос», і зведуть багатьох. (Мт. 24:5)
Також почуєте про війни та про воєнні чутки. Глядіть, не лякайтесь, бо статись належить тому, але це ще не кінець: (Мт. 24:6)
Тоді видаватимуть вас на муки і вбиватимуть вас, і вас будуть ненавидіти всі народи за Ім'я Моє; (Мт. 24:9)
І проповідана буде ця Євангелія Царства по цілому світові, на свідоцтво всім народам; І тоді прийде кінець. (Мт. 24:14)
Ще при заснуванні первісної Церкви учні запитували Ісуса:
– Котрого дня Ти з'явишся нам і в який день ми побачимо Тебе?
Уже тоді Ісус відповів їм:
– Коли ви оголитеся і не засоромитеся і візьмете ваш одяг, покладете його біля ваших ніг, мовби малі діти розтопчіть його, тоді ви побачите Сина Того, Хто вічно Живий, і ви не будете боятися (св. Ап. Тома).

## Видиме пришестя

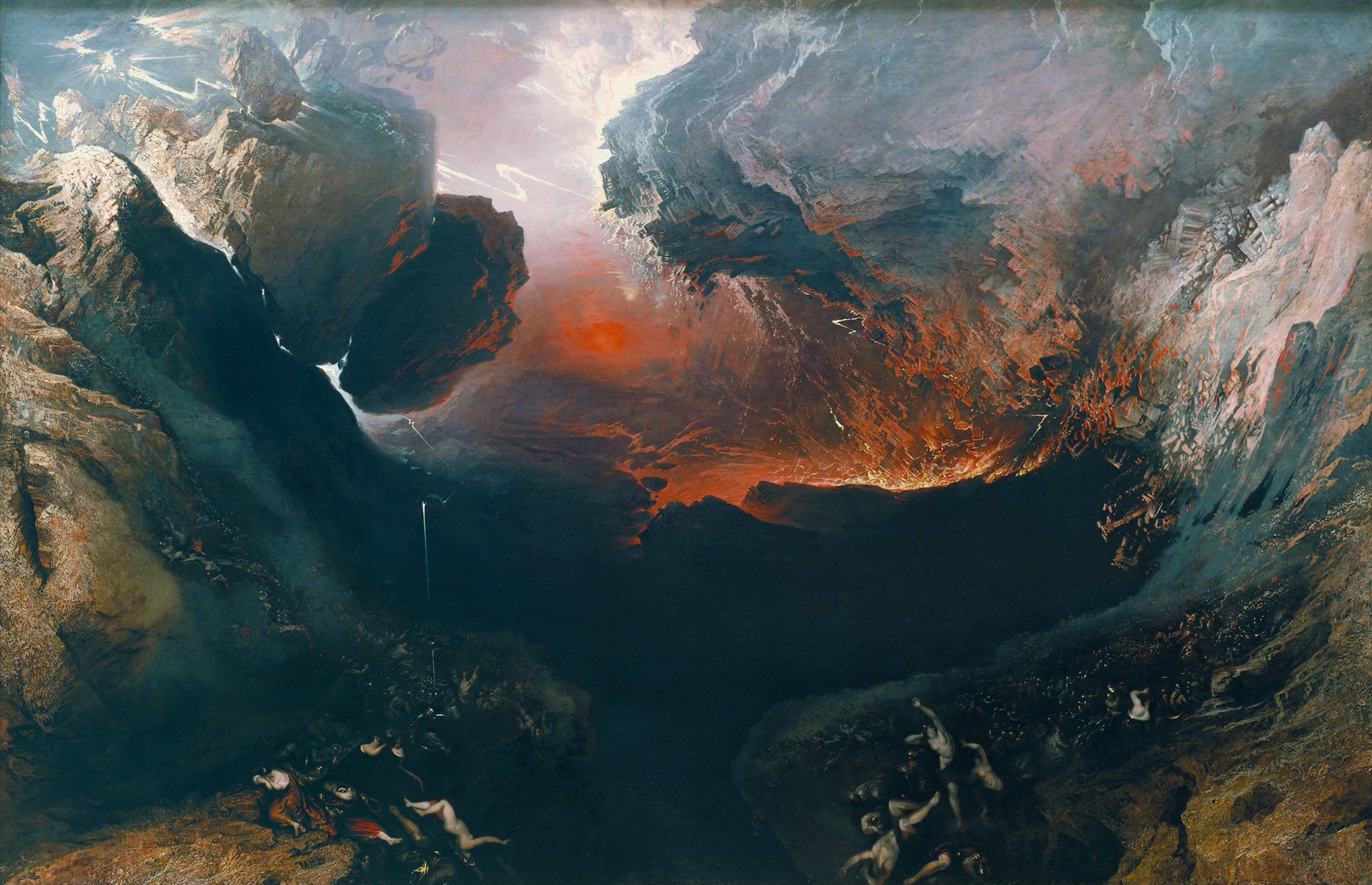
«Великий день Його гніву», картина Джона Мартіна

Пришестя буде видимим для всіх людей:
І зараз, по скорботі тих днів, сонце затьмиться, і місяць не дасть свого світла, і зорі попадають з неба, і сили небесні порушаться. (Мт. 24:29)
тоді з'явиться знак Сина Людського на небі; і тоді заголосять всі земні племена, і побачать Сина Людського, що йтиме на хмарах небесних із великою силою й славою великою. (Мт. 24:30)
І пошле Ангелів Своїх Він із голосним гуком трубним, і зберуть Його вибраних від вітрів чотирьох, від кінців неба аж до кінців його. (Мт. 24:31)

## Суд
Ісус Христос судитиме усі народи:
І поставить Він вівці праворуч Себе, а козлів — по ліву. Тоді скаже Цар тим, хто праворуч Його: «Прийдіть, благословенні Отця Мого, наслідуйте Царство, уготоване вам від створення світу: Бо я голодував, і ви дали мені їсти; спрагнув і ви напоїли Мене; був мандрівником, і ви прийняли Мене»; (Мт. 25:33)

## Друге пришестя в мунізмі
У теології Церкви об'єднання, викладеній у «Божому Принципі», вчення про Друге пришестя має унікальні риси. Стверджується, що місія Ісуса Христа полягала в досягненні як духовного, так і фізичного спасіння людства, що мало завершитися створенням Царства Небесного на землі. Однак через невіру людей того часу Ісус був розіп'ятий, що дозволило йому здійснити лише духовне спасіння через воскресіння. Фізичне спасіння залишилося незавершеним, що й обумовлює необхідність Другого пришестя Месії для остаточного виконання Божого задуму.
«Виклад Принципу» стверджує, що Месія другого пришестя має народитися на землі як людина, так само як і Ісус. Біблійні пророцтва про повернення на хмарах (Дії 1:11) трактуються символічно. "Хмари" в цьому контексті означають не буквальні хмари в небі, а масу відроджених, духовно чистих вірян, серед яких з'явиться Месія. Цей погляд ґрунтується на аналізі біблійних текстів, які вказують на те, що перед визнанням він має «багато страждати й бути відкинутим цим родом» (Лк. 17:25), що було б неможливо, якби він з'явився з надприродною силою з небес.
Вчення також визначає конкретну країну, де має народитися Месія другого пришестя. Згідно з аналізом біблійної історії, Боже провидіння рухалося зі сходу на захід, і після досягнення Заходу має повернутися на Схід. На основі низки критеріїв (національні страждання, поділ на два світи — демократичний і комуністичний, наявність духовної основи) робиться висновок, що цією країною є Корея. Таким чином, Друге пришестя — це не повернення Ісуса Христа з духовного світу, а народження нової центральної особи в Кореї, яка має завершити місію спасіння людства та встановити ідеальний світ на землі.